# Šárka Pančochová
Šárka Pančochová (Uherské Hradiště, 1 november 1990) is een Tsjechische snowboardster. Ze vertegenwoordigde haar vaderland op de Olympische Winterspelen 2010 (Vancouver) en de Olympische Winterspelen 2014 (Sotsji).

## Carrière
Pančochová maakte in november 2007 in Saas-Fee haar wereldbekerdebuut, tien maanden later scoorde ze in Cardrona haar eerste wereldbekerpunten. In Gangwon nam de Tsjechische deel aan de FIS wereldkampioenschappen snowboarden 2009, op dit toernooi eindigde ze als negentiende in de halfpipe. In januari 2010 boekte Pančochová in Kreischberg haar eerste wereldbekerzege. Tijdens de Olympische Winterspelen van 2010 in Vancouver eindigde de Tsjechische als veertiende in de halfpipe.
Op de FIS wereldkampioenschappen snowboarden 2011 veroverde Pančochová de zilveren medaille op het onderdeel slopestyle, in de halfpipe eindigde ze op de zeventiende plaats. In Oslo nam de Tsjechische deel aan de WSF wereldkampioenschappen snowboarden 2012, op dit toernooi werd ze uitgeschakeld in de halve finales op het onderdeel slopestyle. Tijdens de FIS wereldkampioenschappen snowboarden 2013 in Stoneham-et-Tewkesbury eindigde Pančochová als elfde in de halfpipe en als veertiende op het onderdeel slopestyle.

## Resultaten

### Olympische Winterspelen
| Jaar | Plaats    | Resultaten                |
| ---- | --------- | ------------------------- |
| 2010 | Vancouver | 14e Halfpipe              |
| 2014 | Sotsji    | 5e Slopestyle HF Halfpipe |

### Wereldkampioenschappen
| FIS  | FIS                    | FIS                         |
| Jaar | Plaats                 | Resultaten                  |
| ---- | ---------------------- | --------------------------- |
| 2009 | Gangwon                | 19e Halfpipe                |
| 2011 | La Molina              | 17e Halfpipe · Slopestyle   |
| 2013 | Stoneham-et-Tewkesbury | 11e Halfpipe 14e Slopestyle |

| WSF  | WSF    | WSF           |
| Jaar | Plaats | Resultaten    |
| ---- | ------ | ------------- |
| 2012 | Oslo   | HF Slopestyle |

### Wereldbeker
Eindklasseringen
| Seizoen   | Algm | HP  |
| --------- | ---- | --- |
| 2008/2009 | 129e | 50e |
| 2009/2010 | 51e  | 14e |
| 2011/2012 | 20e  | 16e |

Wereldbekerzeges
| Datum          | Plaats     | Onderdeel |
| -------------- | ---------- | --------- |
| 7 januari 2010 | Valmalenco | Halfpipe  |